# Volkswagen I.D. R Pikes Peak
Der Volkswagen I.D. R Pikes Peak, spätere Bezeichnung ID.R, ist ein elektrisch angetriebener Rennwagen der Volkswagen AG. Er ist Rekordhalter beim Pikes Peak International Hillclimb (Stand 2022) und war es bis 2022 beim Hillclimb des Goodwood Festival of Speed.

## Technik

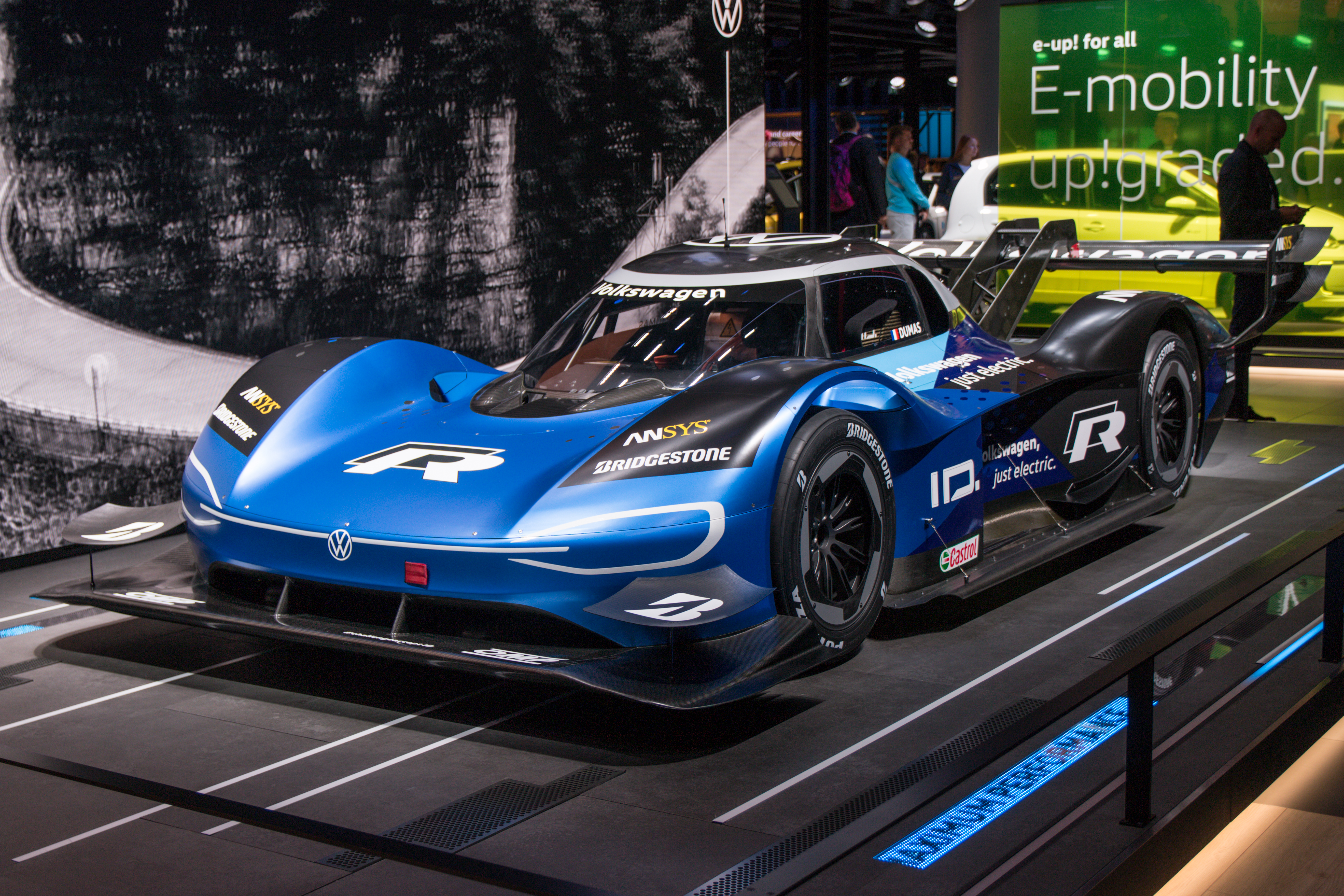
VW I.D. R auf der IAA 2019

Der I.D. R Pikes Peak hat zwei Doppelquerlenkerachsen mit jeweils einem Elektromotor. Die Systemleistung beträgt 500 kW (680 PS), das maximale Drehmoment 650 Nm. Das Drehmoment wird auf beide Achsen übertragen und mit einer Gierregelung verteilt. Die Energie wird in Lithium-Ionen-Akkus gespeichert. Reglementbedingt müssen die Batterien innerhalb von 20 Minuten vollständig aufgeladen werden können. VW verwendet dafür zwei Glycerin-betriebene Generatoren. Beim Bremsen wird ein Teil der Bremsenergie durch die Elektromotoren mit einem Energierückgewinnungssystem in die Akkus zurückgespeichert. Das zusätzliche Drehmoment wird auf die Hinterachse übertragen. Die Masse einschließlich Fahrer beträgt unter 1100 kg. Um trotz des höhenbedingt niedrigen Luftdrucks beim Pikes-Peak-Bergrennen reichlich Anpressdruck zu schaffen, ist die Karosserie des I.D. R sehr flach und hat große Front-, Seiten- und Heckflügel, die den gewünschten Luftstrom erzeugen. Unter der Karosserie verbirgt sich ein Monocoque aus kohlenstofffaserverstärktem Kunststoff mit einem Überrollkäfig aus Stahl. Der Wagen beschleunigt in 2,25 Sekunden von 0 auf 100 km/h. Die Höchstgeschwindigkeit beträgt ca. 240 km/h.

## Erfolge
Am 24. Juni 2018 brach Romain Dumas mit dem Volkswagen I.D. R mit einer Zeit von 7:57,148 Minuten den Rekord beim renommierten Pikes-Peak-Bergrennen in den US-amerikanischen Rocky Mountains. Es war das erste Mal, dass die Strecke in weniger als 8 Minuten absolviert wurde.

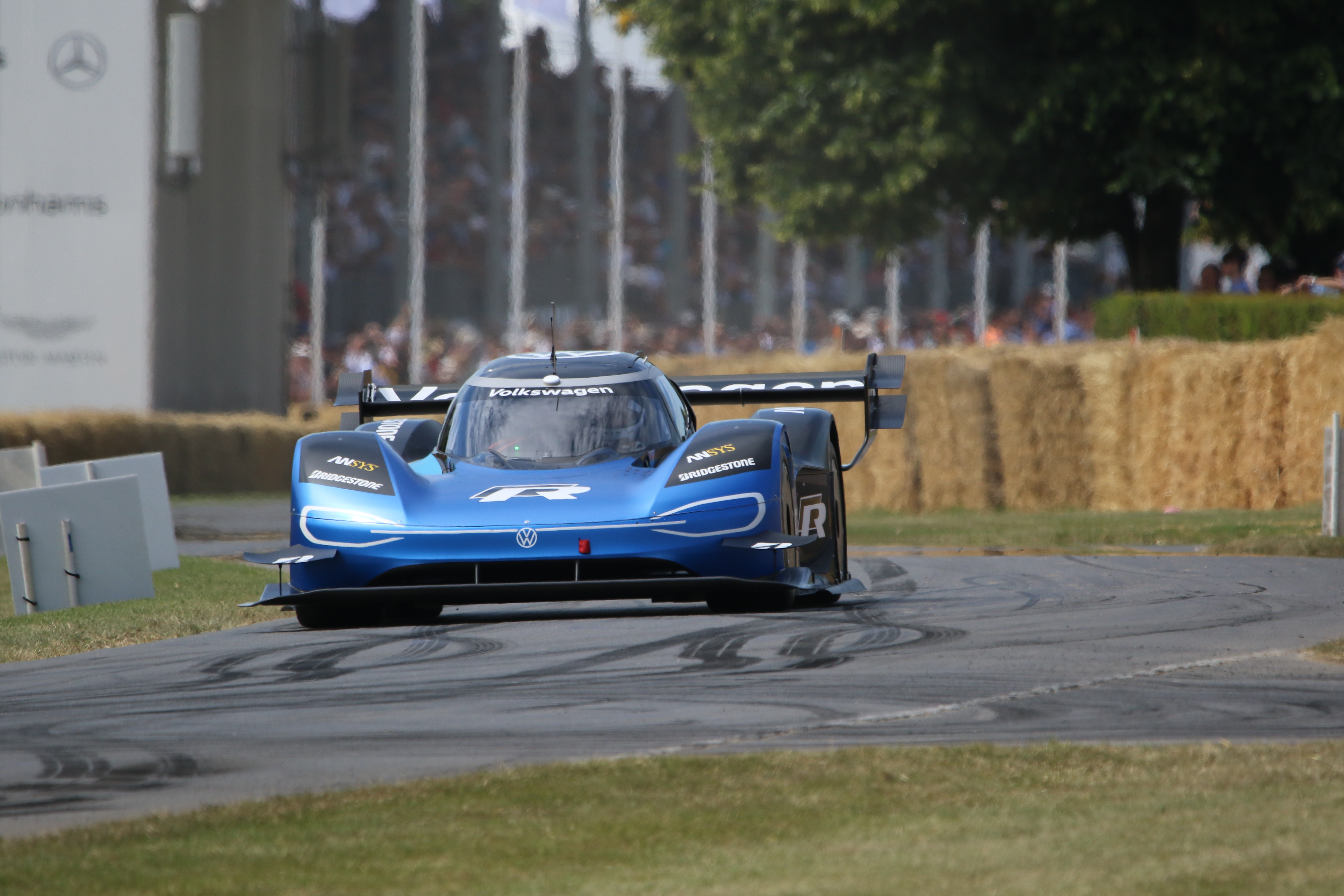
Der Volkswagen I.D. R beim Goodwood Festival of Speed 2019

Beim Goodwood Festival of Speed 2018 in England stellte Romain Dumas im I.D. R mit 43,05 Sekunden einen neuen Rekord für Elektrofahrzeuge auf. Ein Jahr später 2019 verbesserte er die Zeit auf 39,9 Sekunden und hielt damit bis 2022 den Streckenrekord.
Sowohl Auto Bild Motorsport als auch das Top Gear Magazin kürten 2018 den I.D. R zum „Rennwagen des Jahres“.
Auf der Nordschleife des Nürburgrings (Deutschland) verbesserte Romain Dumas im Juni 2019 mit einer für Höchstgeschwindigkeiten optimierten Variante des I.D. R die Rekordzeit für Elektrofahrzeuge auf 6:05,336 Minuten (Durchschnittsgeschwindigkeit 206,96 km/h).
Seit 2. September 2019 hält Romain Dumas mit dem ID.R den (ersten) Rekord mit 7:38,585 Minuten auf der 10,9 km langen kurvigen Bergstraße am Himmelstor-Berg in China.